# Julian Schnabel
Julian Schnabel (* 26. října 1951 Brooklyn) je americký malíř a režisér. Začínal v osmdesátých letech jako malíř. Svůj první film Basquiat natočil až v roce 1996 a ztvárnil v něm příběh amerického malíře Jean-Michel Basquiata. Další film nazvaný Než se setmí natočil o čtyři roky později a o dalších sedm let poté zpracoval do filmové podoby román Skafandr a motýl francouzského novináře Jean-Dominique Baubyho. Za tento film získal dva Zlaté glóby – za nejlepší režii a za nejlepší cizojazyčný film. Téhož roku byl představen koncertní film Berlin: Live at St. Ann's Warehouse hudebníka Lou Reeda, který Schnabel rovněž režíroval. Roku 2010 natočil film Miral inspirovaný stejnojmenným románem izraelské novinářky Rula Jebreal.

## Filmografie
- Basquiat (1996)
- Než se setmí  (2000)
- Skafandr a motýl (2007)
- Berlin: Live at St. Ann's Warehouse (2008)
- Miral (2010)
- U brány věčnosti (2018)